# Velušovce
Velušovce (ungarisch Velős – bis 1907 Velusóc) ist eine slowakische Gemeinde im Okres Topoľčany und im Nitriansky kraj mit 542 Einwohnern (Stand 31. Dezember 2024).

## Geographie
Die Gemeinde befindet sich im nördlichen Teil des Hügellands Nitrianska pahorkatina, am Mittellauf des Baches Slivnica, eines rechten Nebenflusses von Chotina im Einzugsgebiet der Nitra. Das Ortszentrum liegt auf einer Höhe von 222 m n.m. und ist 10 Kilometer von Topoľčany entfernt.
Nachbargemeinden sind Závada im Westen und Norden, Prašice im Osten, Jacovce im Süden und Tesáre im Südwesten.

## Geschichte

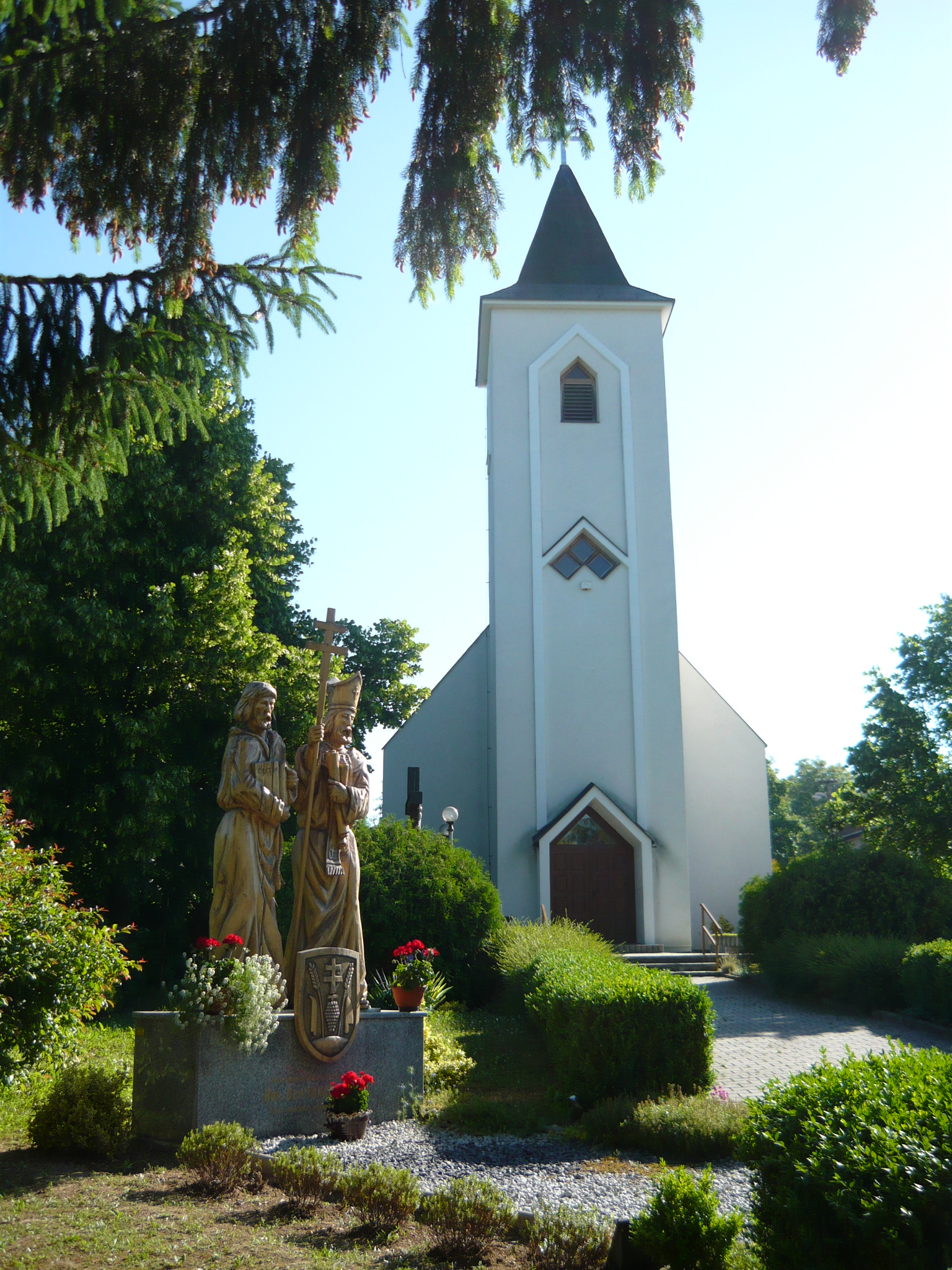
Kirche in Velušovce

Velušovce wurde zum ersten Mal 1389 als Welys schriftlich erwähnt und war Teil der Herrschaft der Burg Topoltschan. 1570 wohnten 10 Familien im Ort, 1715 gab es 11 Haushalte in Velušovce, 1720 gab es eine Mühle und 23 Haushalte, 1828 zählte man 34 Häuser und 263 Einwohner, die als Landwirte und Winzer beschäftigt waren. Im 19. und 20. Jahrhundert besaß die Familie Stummer Güter im Ort.
Bis 1918 gehörte der im Komitat Neutra liegende Ort zum Königreich Ungarn und kam danach zur Tschechoslowakei beziehungsweise heute Slowakei.

## Bevölkerung
| Jahr                | 1994 | 2004    | 2014    | 2024    |
| ------------------- | ---- | ------- | ------- | ------- |
| Anzahl der Personen | 497  | 510     | 493     | 542     |
| Unterschied         |      | +2,61 % | −3,33 % | +9,93 % |

| Jahr                | 2023 | 2024    |
| ------------------- | ---- | ------- |
| Anzahl der Personen | 546  | 542     |
| Unterschied         |      | −0,73 % |

Gemäß der Volkszählung 2011 wohnten in Velušovce 506 Einwohner, davon 503 Slowaken sowie jeweils ein Pole und Tscheche. Ein Einwohner machte keine Angabe zur Ethnie.
485 Einwohner bekannten sich zur römisch-katholischen Kirche, ein Einwohner zur Evangelischen Kirche A. B. und ein Einwohner zu einer anderen Konfession. 14 Einwohner waren konfessionslos und bei fünf Einwohnern wurde die Konfession nicht ermittelt.

## Bauwerke und Denkmäler
- moderne römisch-katholische Kyrill-und-Method-Kirche aus dem Jahr 1994